# Tygodnik Ilustrowany
«Tygodnik Ilustrowany — Przyjaciel Ludu»   (рус. Иллюстрированный еженедельник — Друг народа) — общепольский литературно-художественный и общественно-политический иллюстрированный еженедельный журнал, печатавшийся в Варшаве в 1859—1939 годах.
В журнале освещались важнейшие общественные события, биографии знаменитых людей, памятники и национальные святыни, путешествия, публиковались романы и поэзия, помещались обзоры в области изобразительного искусства, литературы, науки, сельского хозяйства, промышленности и изобретений, народного искусства, фольклора, археологии и т. д.
Распространялся не только в Польше, но и на территории Российской империи.
Первоначально его издателем был Ю. Унгер (1859—1882), позже выпуск журнала осуществляло издательство «Гебетнер и Вольф».
Главными редакторами были: Л. Енике, Я. Вольф, А. Oппман, А. Гжимало-Седлецкий, З. Дембицки, П. Хойновский, В. Гебетнер, В. Чарский и С. Страшевич.
В 1860 году журнал выпускался под художественным руководством Яна Левицкого, в 1862—1868 г. — Ю. Коссака, затем Ф. Тегаццо и до 1890 г. художественным руководителем журнала был Юзеф Холевиньский.
В период позитивизма был органом, так называемой, старой печати. С журналом на этом этапе сотрудничали Ю. Крашевский, Г. Сенкевич, В. Сабовский, Ф. Собещанский, Я. Захаревич, З. Милковский, П. Хмелевский, В. Богуславский, М. Гавалевич, Ю. Венявский, К. Возницкий, Ю. О. Александрович, С. Ленц, Л. Стафф и др.
На своих страницах журнал помещал новинки литературы. Так, в 1884 г. здесь впервые был опубликован роман Г. Сенкевича «Огнём и мечом», а в 1897—1900 г. — его же роман «Крестоносцы». В журнале впервые опубликовали свои произведения Э. Ожешко («Над Неманом»), Б. Прус («Фараон») и другие.
Кроме польских произведений, публиковались новинки литературы с других языков в переводе М. Конопницкой, З. Пшесмыцкого, Ч. Янковского и других. Раздел шахмат вëл Ю. Жабинский.
Еженедельник сыграл важную роль в развитии польской графической иллюстрации. Иллюстраторами в нём работали В. Герсон, Х. Пиллати, Ф. Костжевский, Ф. Тегаццо, С. Рейхан, Ф. Бжозовский, М. Андриолли, С. Помян Вольский. 
Особой популярностью пользовались иллюстрации, выполненные в технике графики — ксилографии (гравюра на дереве).

## Избранные иллюстрации

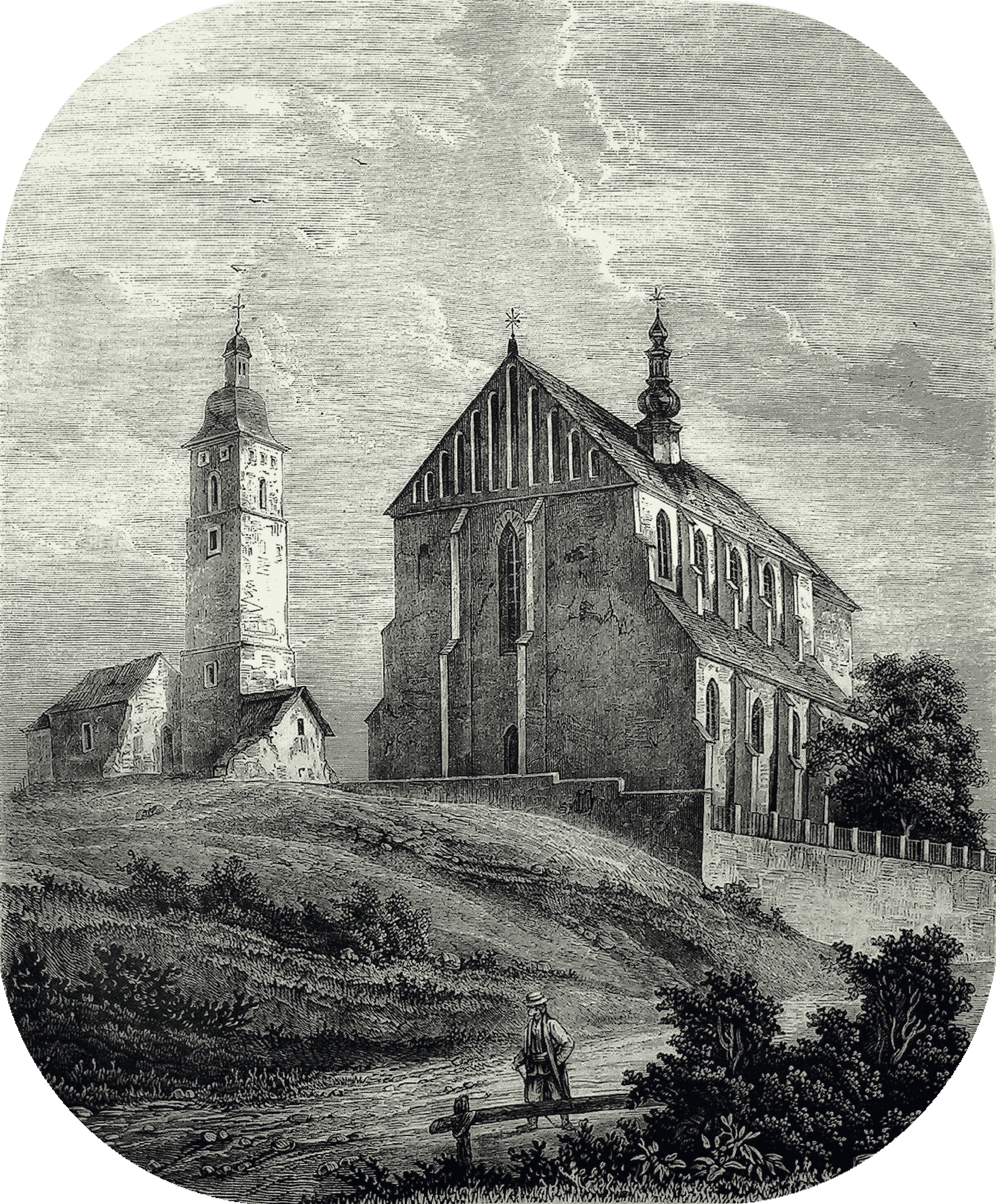
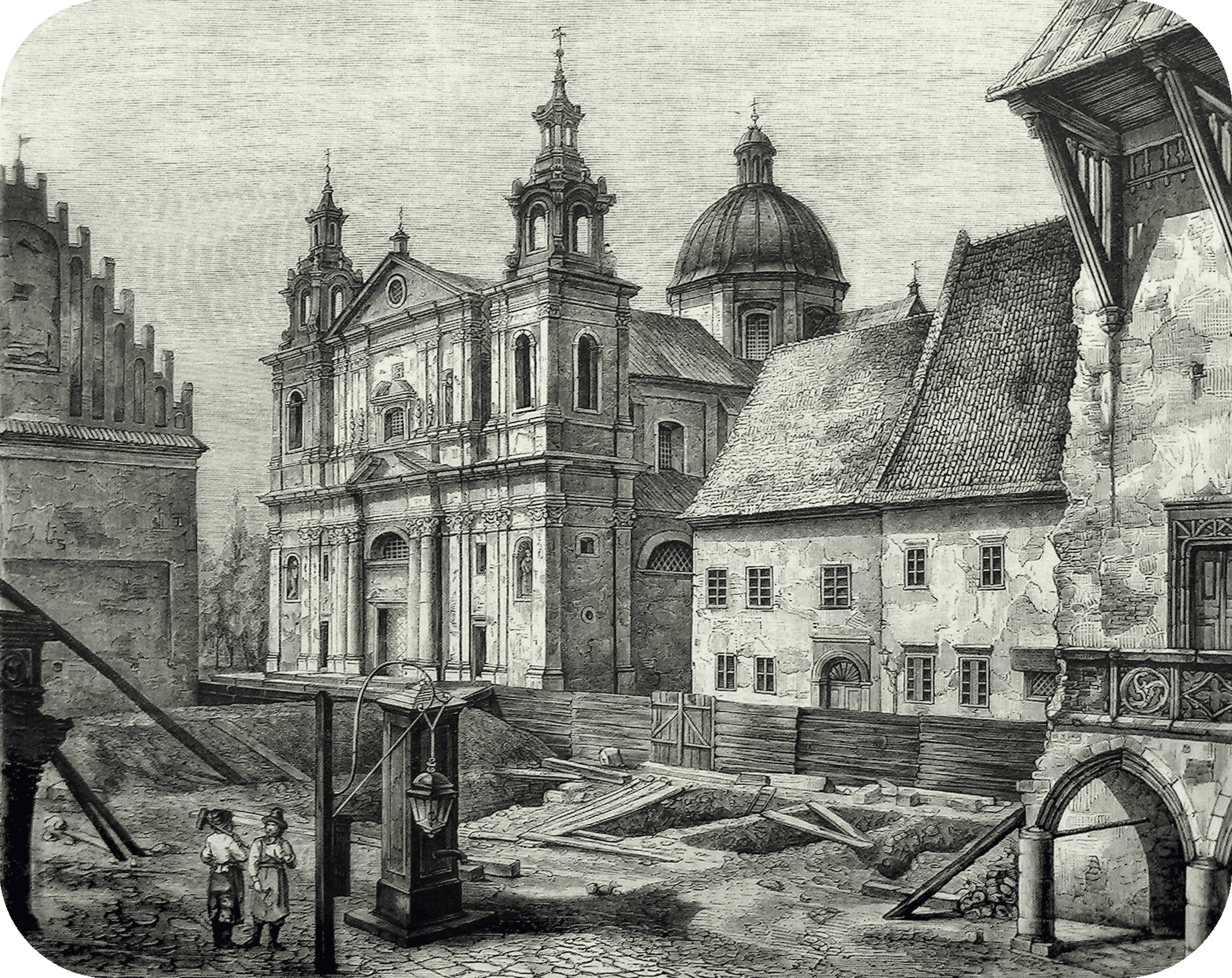
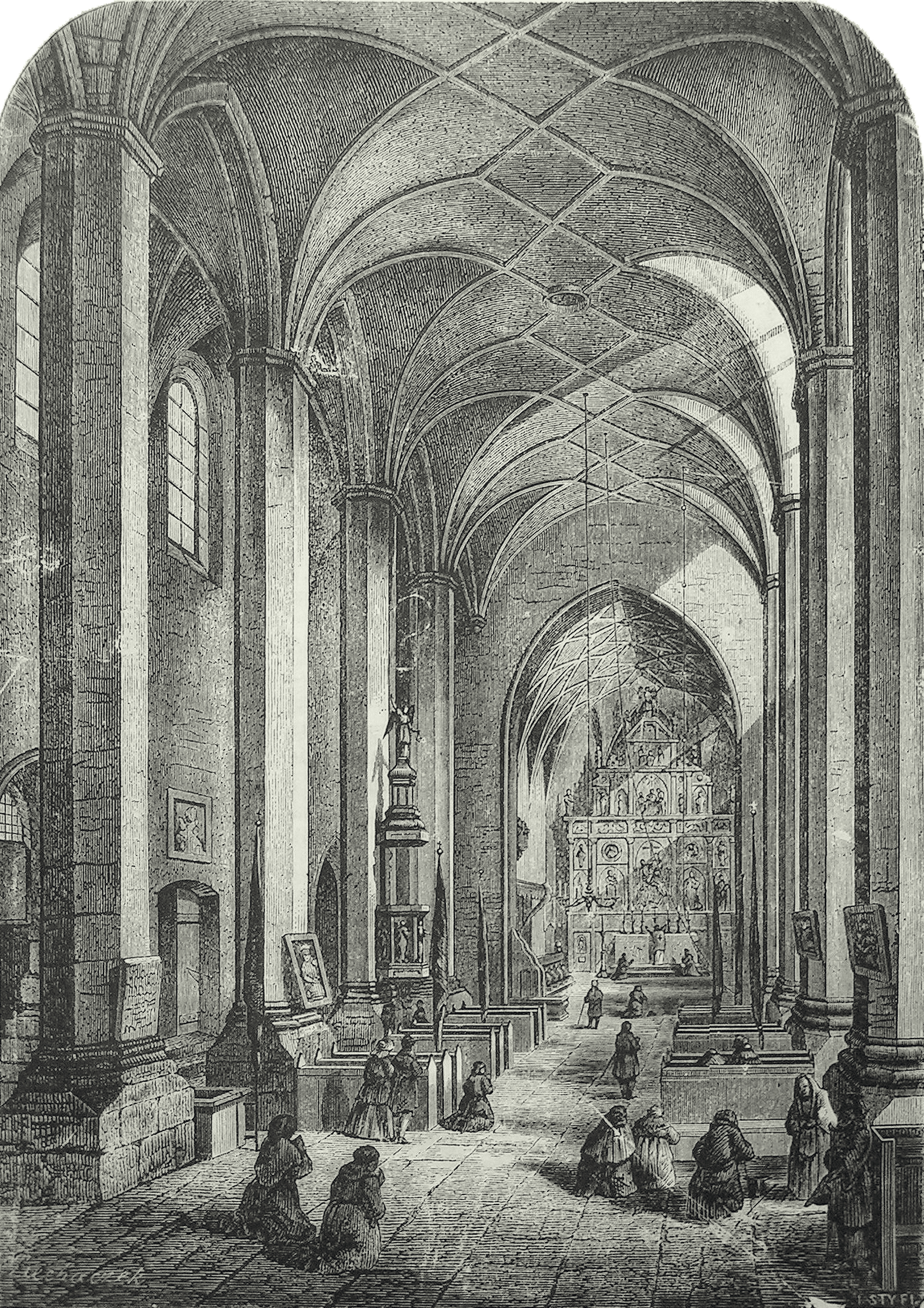
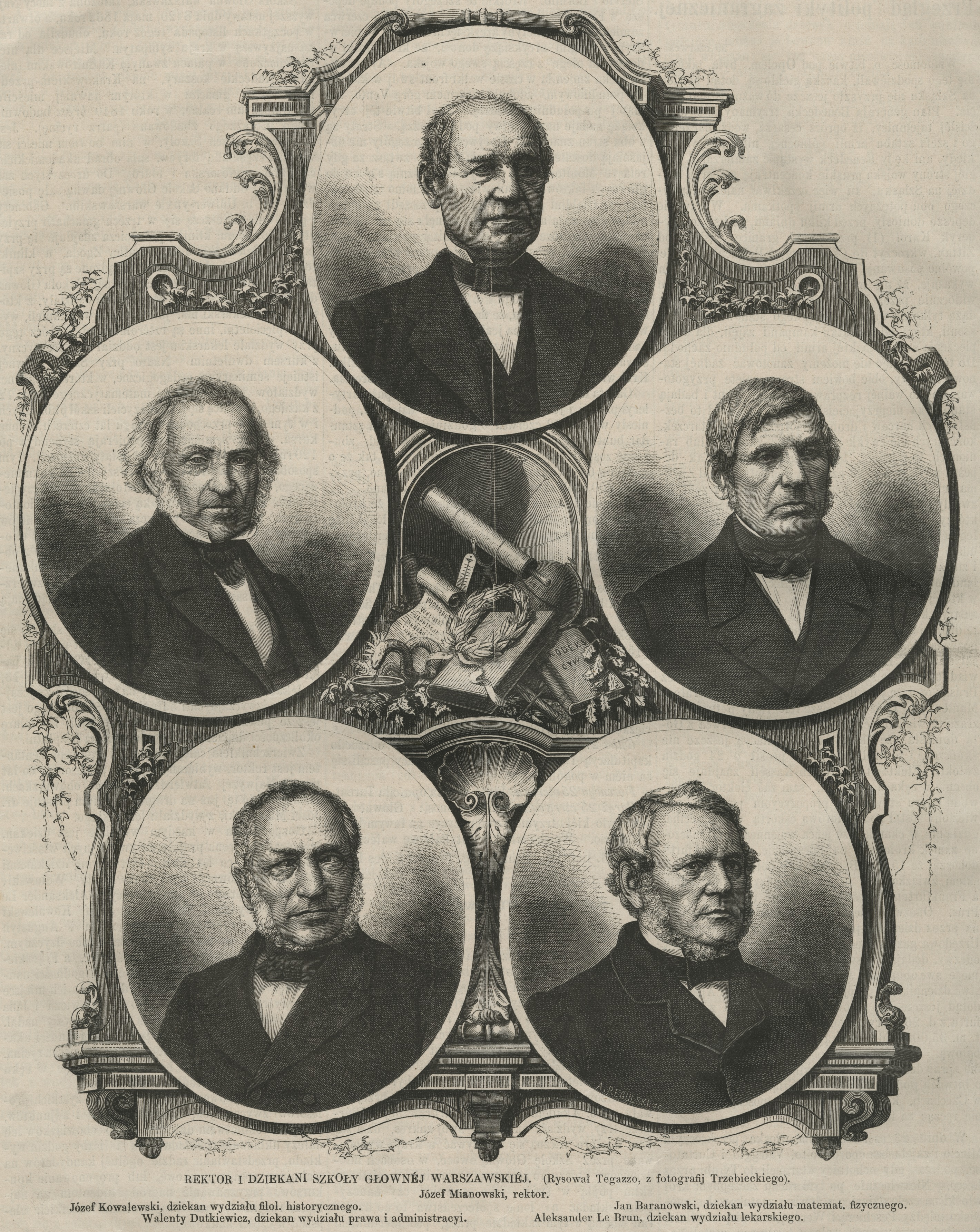